# Čandarli Kara Halil Hajredin Paša
Čandarli Kara Halil Hajredin Paša (turško Çandarlı Kara Halil Hayreddin Paşa) je bil prvi veliki vezir sultana Murata I., * okoli 1330, Osmansko cesarstvo, † 22. januar 1387, Seres, Osmansko cesarstvo.
Bil je prvi vezir v zgodovini Osmanskega cesarstva, ki je imel naziv "veliki vezir", čeprav je bilo pred njim več enako pomembnih vezirjev, vendar z drugačnimi funkcijami. Bil je tudi prvi z vojaškim poreklom, ker so bili njegovi predhodniki pod sultanom Orhanom I. so bili iz razreda učenih mož (ilmiye)), in prvi član slavne družine Čarandarli na tako visokem državnem položaju. Njegova družina naj bi zaznamovala vzpon Osmanskega cesarstva med letoma 1360 in 1450.  Na položaj velikega vezirja se je povzpel s položaja glavnega vojaškega sodnika (kazaskerja) septembra 1364 in ta najvišji položaj za sultanom zasedal do svoje smrti 22. januarja 1387. Kot tak je postal veliki vezir z najdaljšim mandatom. Rekord je obdržal do ukinitve položaja 535 let po njegovi smrti leta 1922. 
Bil je pobudnik ustanovitve elitnih korpusov sužnjev iz vrst krščanskih vojnih ujetnikov – elitnih pehotnih enot janičarjev. Janičarji so se kasneje novačili s tako imenovanim krvnim davkom (devširme).
Nasledil ga je sin Čandarli Ali Paša. Kasneje je bil veliki vezir tudi njegov sin Čandarli Ibrahim Paša starejši. 
Čandarlı Kara Halil Paše ne gre zamenjevati z njegovim vnukom Čandarli Halil Pašo mlajšim, velikim vezirjem v času Murata II. in v prvih letih Mehmeda II.